# Carretera 2+1

Esquema de una carretera 2+1

Las carreteras 2 + 1 son una categoría específica de carreteras de tres carriles que alternan (cada pocos kilómetros) una o dos pistas en un sentido determinado, por lo general, están separadas por una barrera de cable de acero. Las carreteras tradicionales de al menos 10 metros (33 pies) de ancho se pueden convertir en carreteras 2 + 1 y alcanzar niveles de seguridad cercanos a la autopista a un costo mucho menor que una conversión a autopista o autovía.

## Por país

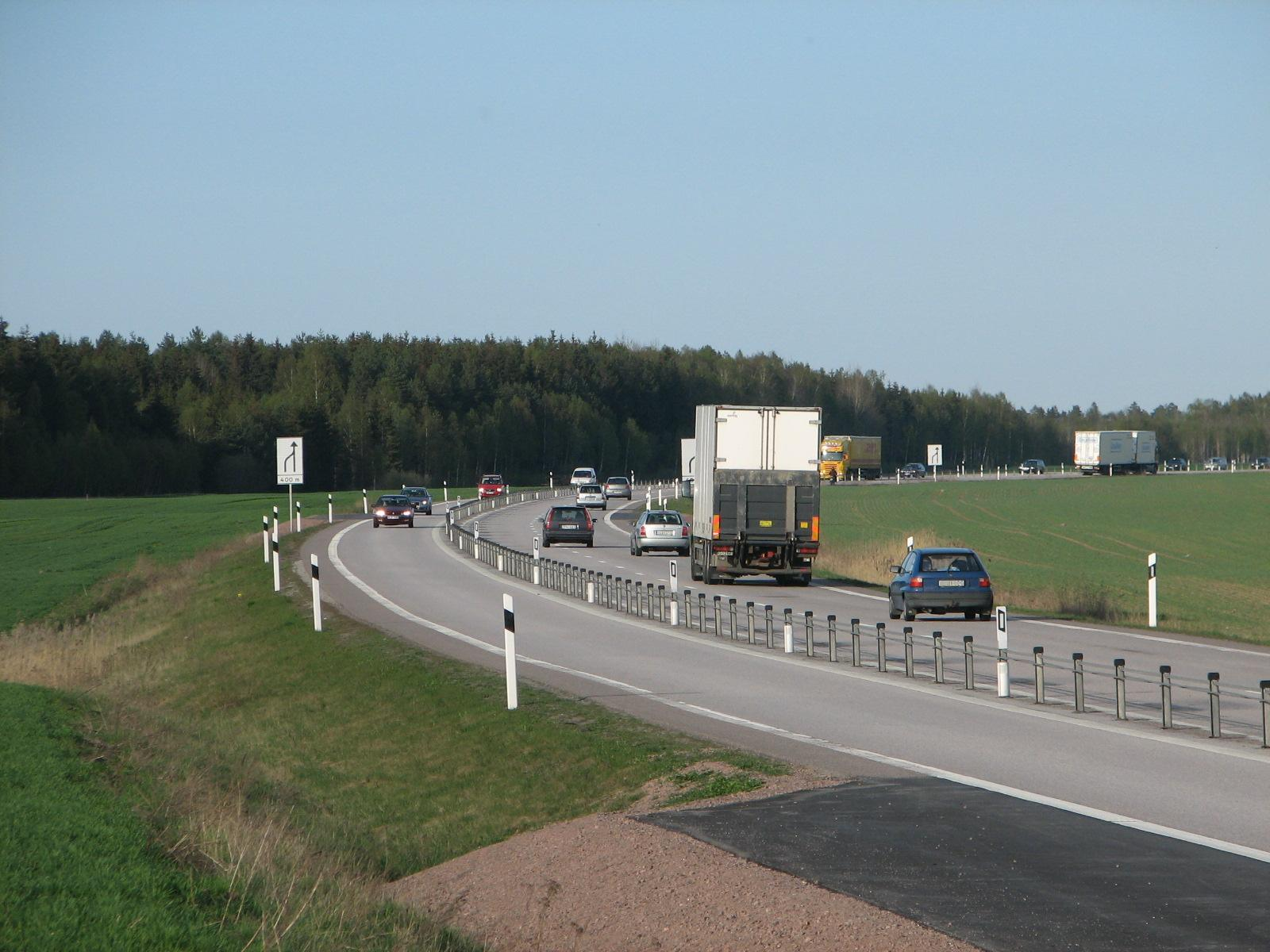
Carretera 2+1 con barrera de cable cerca de Skara, Suecia.

### Suecia
En Suecia, se han construido muchas carreteras de 13 metros de ancho (43 pies), especialmente en el período 1955-1980. Estas tienen dos carriles de 3,5 metros de ancho (11 pies) y dos arcenes de 3 metros de ancho (9,8 pies), planeados en un principio como franja de emergencia, debido a la relativa falta de confiabilidad de los automóviles de ese período.
En los años 1990 y la implementación de la visión cero, surgió la idea de construir vallas en el medio de ellas y tener 2 + 1 carriles. Se pensó que esta era una forma barata de aumentar la seguridad del tránsito, ya que estas carreteras tenían un historial de seguridad negativo de muchas colisiones frontales a altas velocidades. Algunas personas, por ejemplo, estaban adelantando contra el tráfico que se cruzaba asumiendo que los autos que se encontraban con ellas iban a un lado. Las carreteras son un poco estrechas para 3 carriles, las pruebas se llevaron a cabo en algunas carreteras. Resultó que no solo mejoró la seguridad, sino que también fue más fácil adelantar que antes, ya que las secciones de 2 carriles brindan oportunidades seguras para adelantar.
Después de cierta resistencia inicial, especialmente entre los constructores de carreteras profesionales, se llevó a cabo un programa de carreteras 2 + 1 y, en 2017, Suecia tenía aproximadamente 4.000 km de carreteras 2 + 1 y según las evaluaciones, el número de víctimas mortales se ha reducido en un 79%.
Hasta alrededor de 2005, las carreteras tenían el límite de velocidad original de 90 km / h (56 mph) en uso en la mayoría de las carreteras. Como resultado de esto, muchas personas condujeron a 90 km / h en partes de 1 carril, pero a 110 km / h (68 mph) en partes de 2 carriles, siendo este el límite de velocidad en las autopistas. El límite de velocidad se ha cambiado de 110 a 100 km / h (62 mph) con un flujo de tráfico notablemente más suave.